# Ichamraren
Ichamraren  (in arabo اشمرارن‎?) è un centro abitato e comune rurale del Marocco situato nella provincia di Chichaoua, regione di Marrakech-Safi. Conta una popolazione di 7 023 abitanti (censimento 2014).